# Liste der Stolpersteine in Burg (bei Magdeburg)
Die Liste der Stolpersteine in Burg (bei Magdeburg) enthält alle Stolpersteine, die im Rahmen des gleichnamigen Kunst-Projekts von Gunter Demnig in Burg (bei Magdeburg) verlegt wurden. Mit ihnen soll Opfern des Nationalsozialismus gedacht werden, die in Burg lebten und wirkten. Zwischen 2013 und 2023 wurden insgesamt 39 Steine an 16 Adressen verlegt.
Die Stolpersteine am Breiten Weg 15 wurden in der Nacht vom 4. zum 5. April 2013 von Unbekannten beschmiert.

## Verlegungen
- 27. März 2013: fünf Steine an zwei Adressen
- 7. März 2015: sieben Steine an einer Adresse
- 14. Mai 2016: ein Stein an einer Adresse
- 6. Juni 2017: zehn Steine an zwei Adressen
- 29. November 2018: vier Steine an zwei Adressen
- 7. Dezember 2019: sieben Steine an fünf Adressen
- 11. Oktober 2023: vier Steine an drei Adressen[2]

## Liste der Stolpersteine
| Adresse                | Datum der Verlegung | Person | Inschrift | Bild | Bild des Hauses                   |
| ---------------------- | ------------------- | --- | --- | --- | --------------------------------- |
| Bahnhofstraße 27       | 29. Nov. 2018       | Alfred Werner Hirsch | Hier wohnte ALFRED WERNER HIRSCH Jg. 1928 Flucht 1939 Holland Interniert Westerbork deportiert 1943 Theresienstadt 1944 Auschwitz ermordet 10.10.1944                       | |                                   |
| Bahnhofstraße 27       | 29. Nov. 2018       | Arthur Hirsch | Hier wohnte ARTHUR HIRSCH Jg. 1887 Schutzhaft 1938 Sachsenhausen Flucht 1939 Holland Interniert Westerbork deportiert 1943 Theresienstadt 1944 Auschwitz ermordet 4.10.1944 | |                                   |
| Bahnhofstraße 27       | 29. Nov. 2018       | Lilly Hirsch | Hier wohnte LILLY HIRSCH geb. Zweig Jg. 1900 Flucht 1939 Holland Interniert Westerbork deportiert 1943 Theresienstadt 1944 Auschwitz ermordet 4.10.1944                     | |                                   |
| Bahnhofstraße 28       | 11. Okt. 2023       | Georg Cohn (?–?) | Hier wohnte GEORG COHN Schicksal unbekannt | | das Haus ist nicht mehr vorhanden |
| Bahnhofstraße 28       | 11. Okt. 2023       | Margarete Cohn (1879–?) | Hier wohnte MARGARETE COHN geb. Basch Jg. 1879 unfreiwillig verzogen Berlin deportiert 1942 Transit-Ghetto Piaski ermordet                                                  | | das Haus ist nicht mehr vorhanden |
| Bergstraße 6 ·         | 6. Juni 2017        | Abraham Fraymund (1899–1942) Abraham Fraymund stammte aus Warschau und zog später nach Burg. Dort heiratete er Mira geb. Rachenfisch. Das Paar hatte drei Kinder. Am 7. März 1939 emigrierte er mit seiner Familie nach Belgien. Nach der deutschen Besetzung wurde er über Mechelen nach Auschwitz deportiert, wo er am 26. September 1942 eintraf und am 4. Dezember ermordet wurde. | Hier wohnte ABRAHAM FRAYMUND Jg. 1899 Flucht 1939 Belgien Interniert Mechelen deportiert 1942 Auschwitz ermordet 4.12.1942                                                  | |                                   |
| Bergstraße 6 ·         | 6. Juni 2017        | Fredi (Fred) Fraymund (1929–?) Fredi Fraymund wurde in Magdeburg geboren. Am 7. März 1939 emigrierte er mit seiner Familie nach Belgien. Nach der deutschen Besetzung wurde er über Mechelen nach Auschwitz deportiert, wo er am 26. September 1942 eintraf. Sein genaues Todesdatum ist unbekannt.                                                                                    | Hier wohnte FREDI FRED FRAYMUND Jg. 1929 Flucht Belgien Interniert Mechelen deportiert 1942 ermordet in Auschwitz                                                           | |                                   |
| Bergstraße 6 ·         | 6. Juni 2017        | Mira (Mirla) Fraymund geb. Rachenfisch (1903–?) Mira Fraymund stammte aus Sosnowiec. Am 7. März 1939 emigrierte sie mit ihrer Familie nach Belgien. Nach der deutschen Besetzung wurde sie über Mechelen nach Auschwitz deportiert, wo sie am 26. September 1942 eintraf. Ihr genaues Todesdatum ist unbekannt.                                                                        | Hier wohnte MIRA MIRLA FRAYMUND geb. Rachenfisch Jg. 1903 Flucht 1939 Belgien Interniert Mechelen deportiert 1942 ermordet in Auschwitz                                     | |                                   |
| Bergstraße 6 ·         | 6. Juni 2017        | Rachel Fraymund (1939–?) Rachel Fraymund wurde in Magdeburg geboren. Am 7. März 1939 emigrierte sie mit ihrer Familie nach Belgien. Nach der deutschen Besetzung wurde sie über Mechelen nach Auschwitz deportiert, wo sie am 26. September 1942 eintraf. Ihr genaues Todesdatum ist unbekannt.                                                                                        | Hier wohnte RACHEL FRAYMUND Jg. 1939 Flucht 1939 Belgien Interniert Mechelen deportiert 1942 ermordet in Auschwitz                                                          | |                                   |
| Bergstraße 6 ·         | 6. Juni 2017        | Salli Fraymund (1930–?) Salli Fraymund stammte aus Sosnowiec. Am 7. März 1939 emigrierte sie mit ihrer Familie nach Belgien. Nach der deutschen Besetzung wurde sie über Mechelen nach Auschwitz deportiert, wo sie am 26. September 1942 eintraf. Ihr genaues Todesdatum ist unbekannt.                                                                                               | Hier wohnte SALLI FRAYMUND Jg. 1930 Flucht 1939 Belgien Interniert Mechelen deportiert 1942 ermordet in Auschwitz                                                           | |                                   |
| Breiter Weg 15 ·       | 27. März 2013       | Mordechaj Schuster (1890–1942) Das Schicksal von Mordechaj Schuster ist unbekannt | Hier wohnte MORDECHAI SCHUSTER Schicksal unbekannt | |                                   |
| Breiter Weg 15 ·       | 27. März 2013       | Chaya Erna Schuster geb. Abosch (1903–?) Chaya Erna Schuster stammte aus Solotwina. Ihr Schicksal während des Krieges ist unbekannt. | Hier wohnte CHAYA ERNA SCHUSTER geb. Abosch Jg. 1903 deportiert Schicksal unbekannt                                                                                         | |                                   |
| Breiter Weg 15 ·       | 27. März 2013       | Horst Schuster (1928–?) Horst Schuster wurde in Magdeburg geboren. Sein Schicksal während des Krieges ist unbekannt. | Hier wohnte HORST SCHUSTER Jg. 1928 deportiert Schicksal unbekannt | |                                   |
| Breiter Weg 15 ·       | 27. März 2013       | Jutta Schuster (1930–?) Jutta Schuster wurde in Burg geboren. Ihr Schicksal während des Krieges ist unbekannt. | Hier wohnte JUTTA SCHUSTER Jg. 1930 deportiert Schicksal unbekannt | |                                   |
| Brückenstraße 5a ·     | 7. März 2015        | Bezalel Neumann (1904–1962) Bezalel Neumann wurde in Burg als Sohn von Chaim und Ruth Neumann geboren. Er betrieb in seinem Geburtsort ein Modegeschäft. Mit seiner Frau und seinen drei Kindern floh er 1933 zunächst nach England und später über Italien nach Palästina. Er starb 1962 in Haifa.                                                                                    | Hier wohnte BEZALEL NEUMANN Jg. 1904 Flucht 1933 England 1940 Palästina | |                                   |
| Brückenstraße 5a ·     | 7. März 2015        | Chaim Emma Neumann (1874–1940) Chaim Neumann wurde in Porohy bei Nadwórna geboren. Er wohnte später in Burg und Wiesbaden und arbeitete als Kaufmann. Am 23. November 1939 wurde er verhaftet und ins KZ Sachsenhausen verschleppt, wo er am 18. Februar 1940 den Tod fand. | Hier wohnte CHAIM NEUMANN Jg. 1874 verhaftet 23.11.1939 Sachsenhausen ermordet 18.2.1940                                                                                    | |                                   |
| Brückenstraße 5a ·     | 7. März 2015        | David Neumann (1919–1940) David Neumann wurde in Burg als Sohn von Chaim und Ruth Neumann geboren. Im Rahmen der „Polenaktion“ wurde er im Oktober 1938 mit einem Großteil seiner Familie bei Bentschen über die polnische Grenze getrieben. Die Familie ließ sich in Nadworna, dem Geburtsort des Vaters nieder. Dort kam David Neumann im Februar 1940 zu Tode.                      | Hier wohnte DAVID NEUMANN Jg. 1919 ‘Polenaktion’ 1938 Bentschen/Zbaszyn tot 1940 Nadworna                                                                                   | |                                   |
| Brückenstraße 5a ·     | 7. März 2015        | Moritz Neumann (1913–1942) Moritz Neumann wurde in Burg als Sohn von Chaim und Ruth Neumann geboren. Im Rahmen der „Polenaktion“ wurde er im Oktober 1938 mit einem Großteil seiner Familie bei Bentschen über die polnische Grenze getrieben. Die Familie ließ sich in Nadworna, dem Geburtsort des Vaters nieder. Dort kam Moritz Neumann im 1942 zu Tode.                           | Hier wohnte MORITZ NEUMANN Jg. 1913 ‘Polenaktion’ 1938 Bentschen/Zbaszyn tot 1942 Nadworna                                                                                  | |                                   |
| Brückenstraße 5a ·     | 7. März 2015        | Regina Neumann (1921–?) Regina Neumann wurde in Burg als Tochter von Chaim und Ruth Neumann geboren. Im Rahmen der „Polenaktion“ wurde sie im Oktober 1938 mit einem Großteil seiner Familie bei Bentschen über die polnische Grenze getrieben. Während der deutschen Besetzung Polens wurde sie ermordet. Ort und Datum ihres Todes sind unbekannt.                                   | Hier wohnte REGINA NEUMANN Jg. 1921 ‘Polenaktion’ 1938 Bentschen/Zbaszyn ermordet im besetzten Polen                                                                        | |                                   |
| Brückenstraße 5a ·     | 7. März 2015        | Ruth Risie Neumann geb. Juran (1879–?) Über das Leben von Ruth geb. Juran ist nicht viel bekannt. Sie war mit Chaim Neumann verheiratet und hatte mit ihm vier Kinder. Ort und Datum ihres Todes sind unbekannt. | Hier wohnte RUTH RISIE NEUMANN geb. Juran Jg. 1879 gedemütigt/entrechtet Schicksal unbekannt                                                                                | |                                   |
| Brückenstraße 5a ·     | 7. März 2015        | Sara Neumann geb. Boritzer (?–?) Über das Leben von Sara Neumann ist nicht viel bekannt. Im Rahmen der „Polenaktion“ wurde sie im Oktober 1938 mit einem Großteil seiner Familie bei Bentschen über die polnische Grenze getrieben. Während der deutschen Besetzung Polens wurde sie ermordet. Ort und Datum ihres Todes sind unbekannt.                                               | Hier wohnte SARA NEUMANN geb. Boritzer ‘Polenaktion’ 1938 Bentschen/Zbaszyn ermordet im besetzten Polen                                                                     | |                                   |
| Brüderstraße 4 ·       | 11. Okt. 2023       | Balbina Radt (1869–1942) | Hier wohnte BALBINA RADT geb. Lachmann Jg. 1869 unfreiwillig verzogen Berlin deportiert 1942 Theresienstadt ermordet 11.2.1942                                              | |                                   |
| Brüderstraße 8 ·       | 29. Nov. 2018       | Alfred Badrian (1907–1942) | Hier wohnte ALFRED BADRIAN Jg. 1907 deportiert 1942 Riga ermordet 8.9.1942                                                                                                  | |                                   |
| Brüderstraße 8 ·       | 29. Nov. 2018       | Emil Badrian (1859–1942) | Hier wohnte EMIL BADRAIN Jg. 1859 deportiert 1942 Theresienstadt ermordet 29.9.1942 Treblinka                                                                               | |                                   |
| Franzosenstraße 5 ·    | 27. März 2013       | Jenny Hurtig geb. Priwin (1886–1942) Jenny Hurtig wurde in Burg geboren. Sie wurde am 14. April 1942 ins Ghetto Warschau und später ins KZ Treblinka deportiert, wo sie ermordet wurde. | Hier wohnte JENNY HURTIG geb. Priwin Jg. 1886 deportiert 1942 Ghetto Warschau ermordet 1942 Treblinka                                                                       | Bild gesucht Die Wikipedia wünscht sich an dieser Stelle ein Bild vom Ort mit diesen Koordinaten 52.271188 11.855036 . Motiv: Stolperstein für Jenny Hurtig geb. Priwin Falls du dabei helfen möchtest, erklärt die Anleitung , wie das geht. BW     |                                   |
| Gartenstraße 8 ·       | 6. Juni 2017        | Deborah Laub (1895–1940) Deborah Laub war mit Wolf Reig verheiratet, allerdings nur nach jüdischem, nicht aber nach bürgerlichem Recht, weshalb die drei gemeinsamen Kinder den Nachnamen der Mutter trugen. Deborah Laub wurde in Auschwitz ermordet. Ihr genaues Todesdatum ist unbekannt.                                                                                           | Hier wohnte DEBORAH LAUB geb. Blumenberg Jg. 1895 deportiert 1940 Auschwitz ermordet 1940                                                                                   | |                                   |
| Gartenstraße 8 ·       | 6. Juni 2017        | Feiwisch Laub (1924–1940) Feiwisch Laub wurde in Auschwitz ermordet. Ihr genaues Todesdatum ist unbekannt. | Hier wohnte FEIWISCH LAUB geb. Blumenberg Jg. 1924 deportiert 1940 Auschwitz ermordet 1940                                                                                  | |                                   |
| Gartenstraße 8 ·       | 6. Juni 2017        | Hinde Laub (1921–?) Hinde Laub wurde in Burg geboren. Im Rahmen der „Polenaktion“ wurde sie am 28. Oktober 1938 bei Bentschen über die polnische Grenze getrieben. Ihr weiteres Schicksal ist unbekannt. | Hier wohnte HILDE LAUB Jg. 1921 ‘Polenaktion’ 1938 Bentschen/Zbaszyn ermordet im besetzten Polen                                                                            | |                                   |
| Gartenstraße 8 ·       | 6. Juni 2017        | Schmiel Laub (1923–?) Schmiel Laub wurde in Burg geboren. Im Rahmen der „Polenaktion“ wurde er am 28. Oktober 1938 bei Bentschen über die polnische Grenze getrieben. Sein weiteres Schicksal ist unbekannt. | Hier wohnte SCHMIEL LAUB Jg. 1923 ‘Polenaktion’ 1938 Bentschen/Zbaszyn ermordet im besetzten Polen                                                                          | |                                   |
| Gartenstraße 8 ·       | 6. Juni 2017        | Wolf Reig (1881–?) Wolf Reig wurde 1881 geboren; sein Geburtsort ist unbekannt. In Burg betrieb er ein Geschäft für Rohprodukte. Sein weiteres Schicksal ist unbekannt. | Hier wohnte WOLF REIG Jg. 1881 Schicksal unbekannt | |                                   |
| Hainstraße 9 ·         | 7. Dez. 2019        | Esther Strumpfmann geb. Perlgruetz (1881–?) Esther Strumpfmann stammte aus Warschau. Dorthin wurde sie 1940 deportiert. Ihr weiteres Schicksal ist unbekannt. | Hier wohnte ESTER STRUMPFMANN Jg. 1881 deportiert Schicksal unbekannt | |                                   |
| Hainstraße 9 ·         | 7. Dez. 2019        | Heinrich Strumpfmann (?–?) Über die Herkunft und das Schicksal von Heinrich Strumpfmann ist nichts bekannt. | Hier wohnte HEINHICH STRUMPFMANN Schicksal unbekannt | |                                   |
| Kleine Brahmstraße 8 · | 7. Dez. 2019        | Sacharja Sandbank (1905–?) Sacharja Sandbank stammte aus Piskorowice und arbeitete in Burg als Kaufmann. Im Rahmen der „Polenaktion“ wurde er am 28. Oktober 1938 bei Bentschen über die polnische Grenze getrieben. Sein weiteres Schicksal ist unbekannt. | | Bild gesucht Die Wikipedia wünscht sich an dieser Stelle ein Bild vom Ort mit diesen Koordinaten 52.271234 11.862356 . Motiv: Stolperstein für Sacharja Sandbank Falls du dabei helfen möchtest, erklärt die Anleitung , wie das geht. BW            |                                   |
| Markt 24 ·             | 7. Dez. 2019        | Joachim Bogatz (?–?) Joachim Bogatz arbeitete in Burg als Kaufmann. Über seine Herkunft und sein Schicksal ist nichts bekannt. | Hier wohnte JOACHIM BOGATZ Schicksal unbekannt | |                                   |
| Markt 24 ·             | 7. Dez. 2019        | Lydia Bogatz geb. Reiss (1897–?) Lydia Bogatz wurde in Hammerstein geboren. Der Zeitpunkt und das Ziel ihrer Deportation sowie ihr weiteres Schicksal sind unbekannt. | Hier wohnte LYDIA BOGATZ geb. Reiss Jg. 1897 deportiert Schicksal unbekannt                                                                                                 | |                                   |
| Markt 28 ·             | 7. Dez. 2019        | Georg Kamm (1861–1944) Georg Kamm wurde in Lublinitz geboren. Er wohnte in Burg und später in Berlin-Tiergarten. von Berlin aus wurde er am 6. August 1942 ins Ghetto Theresienstadt deportiert, wo er am 29. Februar 1944 den Tod fand. | Hier wohnte GEORG KAMM Jg. 1861 deportiert 1942 Theresienstadt ermordet 29.2.1944                                                                                           | |                                   |
| Markt 29 ·             | 14. Mai 2016        | Marianne Henriette Heine geb. Saphra (1895–1944) Marianne Heine stammte aus Lemgo und wohnte später in Annaberg und zuletzt in Burg. Sie war mit dem Apotheker Richard Heine verheiratet. 1943 wurde Marianne Heine nach Auschwitz deportiert, wo sie am 4. Januar 1944 ermordet wurde. In ihrer Sterbeurkunde wurde als offizielle Todesursache eine Bauchfellentzündung angegeben.   | Hier wohnte MARIANNE H. HEINE geb. Saphra Jg. 1895 deportiert 1943 Auschwitz ermordet 4.1.1944                                                                              | |                                   |
| Nachstraße 5 ·         | 7. Dez. 2019        | Isaak Sass (1890–1943) Isaak Sass wurde in Grodno geboren und arbeitete in Burg als Schuhmacher. Zu einem unbekannten Zeitpunkt wurde er ins Arbeitserziehungslager Hallendorf verbracht, wo er am 18. Juni 1943 den Tod fand. | Hier wohnte ISAAK SASS Jg. 1890 verhaftet Arbeitserziehungslager Watenstedt-Hallendorf ermordet 18.6.1943                                                                   | |                                   |
| Waldstraße 25 ·        | 11. Okt. 2023       | Fritz Taudt (1916–?) wurde am 1. Februar 1916 als sechstes Kind von Hermann August und Emma Taudt in Erfurt geboren. 1934 wurde er in die damalige Landeserziehungsanstalt Gut Lüben in Burg eingewiesen und während seines Aufenthaltes im Mai 1935 zwangssterilisiert. | Hier lebte FRITZ TAUDT Jg. 1916 als ′asozial′ stigmatisiert eingewiesen 1934 zwangssterilisiert 13.5.1935 Krankenhaus Burg entlassen 28.10.1935                             | Bild gesucht Die Wikipedia wünscht sich an dieser Stelle ein Bild vom Ort mit diesen Koordinaten 52.29388 11.87803 . Motiv: Waldstraße 25: der Stolperstein für Fritz Taudt Falls du dabei helfen möchtest, erklärt die Anleitung , wie das geht. BW |                                   |